# Marc Antoine Brillier
Marc Antoine Brillier, né le 2 août 1809 à Heyrieux (Isère) et mort le 26 février 1888 à Vienne (Isère), est un homme politique français.

## Biographie
Il devient préfet de l'Isère le 7 septembre 1870 jusqu'au 6 octobre 1870, puis il est nommé maire de Vienne et il est élu dans la foulée conseiller général du canton de Vienne-Sud (1871-1878).
Il est inhumé au cimetière de Pipet à Vienne (38).

## Détail des fonctions et des mandats
Mandats locaux
- Maire de Vienne
- 8 octobre 1871 - août 1878 : Conseiller général du canton de Vienne-Sud

Mandats parlementaires
- 23 avril 1848 - 26 mai 1849 : Député de l'Isère
- 7 janvier 1872 - 7 mars 1876 : Député de l'Isère
- 30 janvier 1876 - 4 janvier 1879 : Sénateur de l'Isère

Autre
- 7 septembre 1870 - 6 octobre 1870 : Préfet de l'Isère

## Honneurs
Une voie publique de Vienne (Isère), le cours Marc-Antoine-Brillier, porte son nom.

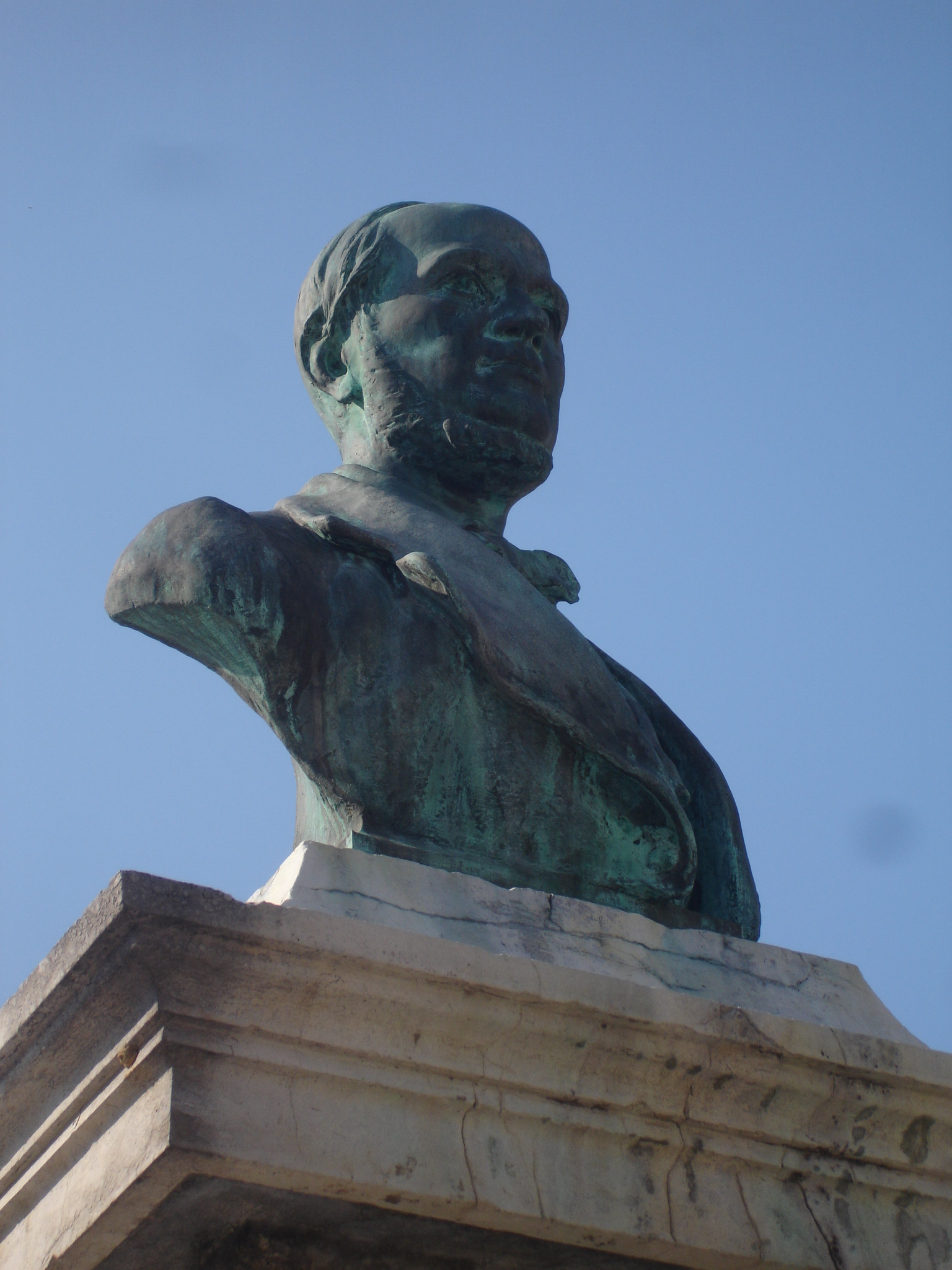
Buste de Marc Antoine Brillier, à Heyrieux
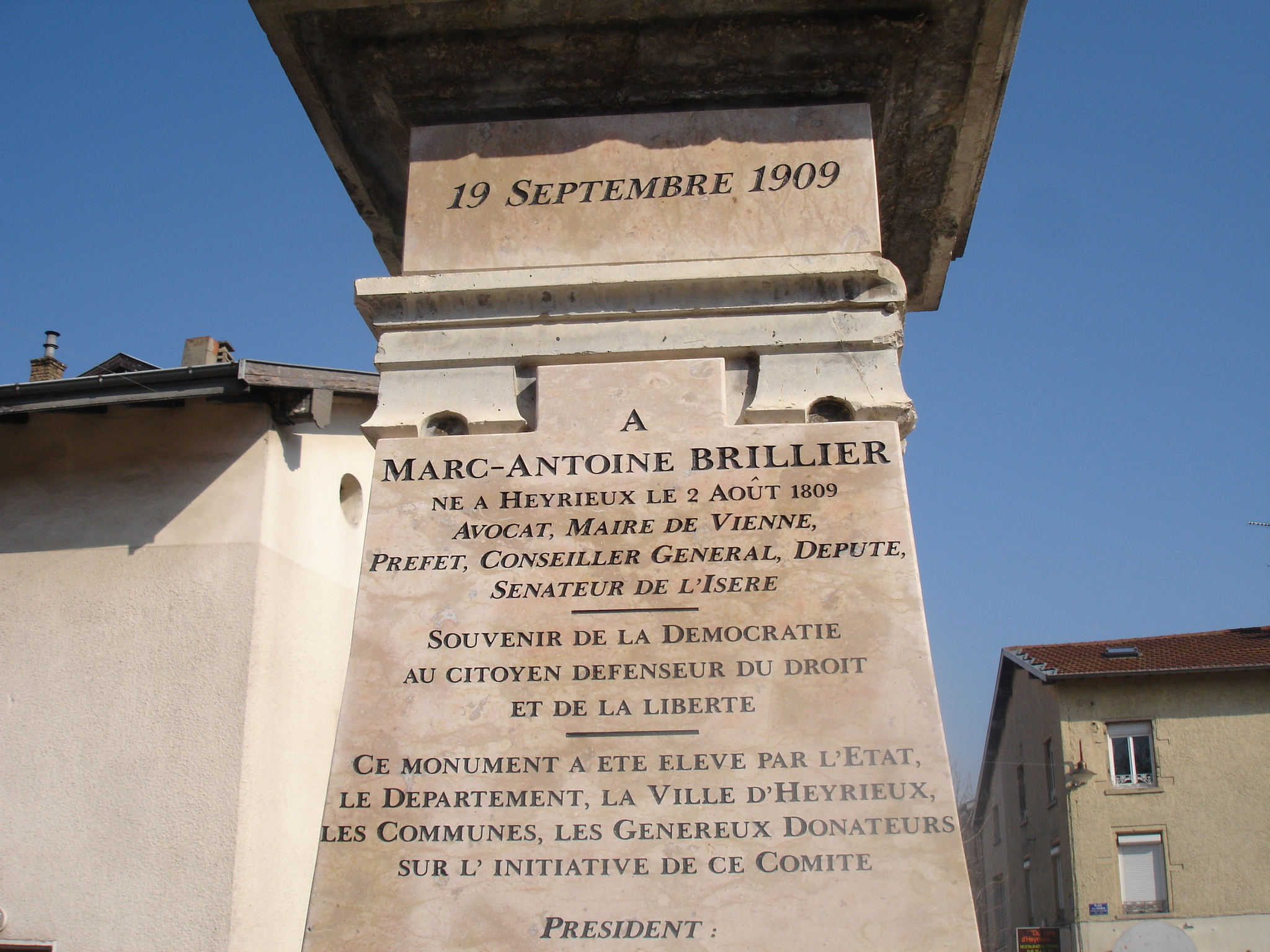
Plaque sur socle portant le buste.